# Emily Robison
Emily Burns Strayer, men framförallt känd under sitt tidigare namn Emily Robison, född Emily Burns Erwin den 16 augusti 1972 i Pittsfield i Massachusetts, är en amerikansk countrymusiker. Hon är medlem i gruppen Dixie Chicks som hon grundade tillsammans med sin syster Martie Maguire. I gruppen spelar hon gitarr, dobro, dragspel och banjo.

## Bakgrund
Robison började spela fiol i 7-årsåldern och banjo i 10-årsåldern, och lärde sig snart spela flera olika stränginstrument.

## Diskografi (urval)
Studioalbum med Court Yard Hounds
- 2010 – Court Yard Hounds
- 2013 – Amelita

Singlar med Court Yard Hounds
- 2010 – "The Coast"
- 2010 – "It Didn't Make a Sound"
- 2010 – "See You In The Spring" / "Everybody's Hurting" (m/Jacob Dylan)
- 2013 – "Sunshine"
- 2013 – "The World Smiles"

Se också diskografi Dixie Chicks